# Línguas guahibo
As línguas guahibo  formam uma família de línguas ameríndias faladas na Colômbia e na Venezuela.

## Classificação
A classificação interna da família guahibo:
- Guayabero
- Sikuani
  - Hiwi (vários dialetos: sikuani, cuiba, playero, etc.)
  - Jitnu

## Reconstrução
Algumas reconstruções do proto-guahibo, de nomes de plantas e animais (Christian & Matteson 1972):
| Português     | Inglês               | Proto-Guahibo                  |
| ------------- | -------------------- | ------------------------------ |
| cutia         | agouti               | *bɨnɨ, *bɨNɨ                   |
| sucuri        | anaconda             | *homo-wábi                     |
| formiga       | ant                  | *pɨbɨ                          |
| formiga       | ant                  | *kha-kha-ra-wa                 |
| tamanduá      | anteater             | *tsóNi (pre-Guahibo)           |
| tatu          | armadillo            | *tahaú-bi                      |
| morcego       | bat                  | *hai-wi/si-ri-to (pre-Guahibo) |
| abelha-de-mel | bee (honey)          | *habi/bara-moNɨ                |
| gavião        | buzzard              | *ké-ke-re                      |
| capivara      | capybara             | *húmo-ko-bi-to                 |
| pimenta       | chili pepper         | *noN-hi                        |
| jacaré        | crocodile            | *makhiNe-he                    |
| mutum         | curassow             | *iɨhɨ-bɨrɨ                     |
| peixe         | fish                 | *duhuaY                        |
| mosca         | fly (n.)             | *dáina-, *dáiNa-               |
| cabaça        | gourd                | *dére-bɨ                       |
| jacu          | guan                 | *kuYu-wi                       |
| beija-flor    | hummingbird          | *se-si-bá-ri/-u/-Ci-to         |
| iguana        | iguana               | *matíbi                        |
| onça-preta    | jaguar               | *neúthɨ                        |
| arara         | macaw                | *máha                          |
| mandioca      | manioc               | *bawá                          |
| beiju         | manioc flour         | *matsúka                       |
| buriti        | miriti palm          | *ino-hóa-bo/to                 |
| bugio         | monkey, howler       | *níhẽ                          |
| mosquito      | mosquito             | *wéasɨ                         |
| paca          | paca                 | *opheá-bi                      |
| periquito     | parakeet             | *tsé-le/Ci-to                  |
| papagaio      | parrot               | *óNau                          |
| queixada      | white-lipped peccary | *habítsa                       |
| caititu       | collared peccary     | *tsamaú-li                     |
| piranha       | piranha              | *kowára-bo                     |
| piranha       | piranha              | *fe-le-le-va-                  |
| cascavel      | rattlesnake          | *yaa-sí-to                     |
| tracajá       | river turtle         | *hála                          |
| cobra         | snake                | *hómo                          |
| aranha        | spider               | *khaumɨ-bɨ-to                  |
| batata-doce   | sweet potato         | *dáithi                        |
| anta          | tapir                | *métsa-ha                      |
| cupim         | termite              | *ophó                          |
| tabaco        | tobacco              | *tséma                         |
| tucano        | toucan               | *tuikuékue                     |